# Passeggiata Anita Garibaldi
La passeggiata Anita Garibaldi, nota soprattutto con il nome di passeggiata di Nervi, è un luogo turistico di Genova nel quartiere di Nervi. Essa parte dal porticciolo di Nervi, dalla foce dell'omonimo torrente, fino a giungere all'antico scalo di Capolungo con una lunghezza totale di quasi 2 km.

## Storia

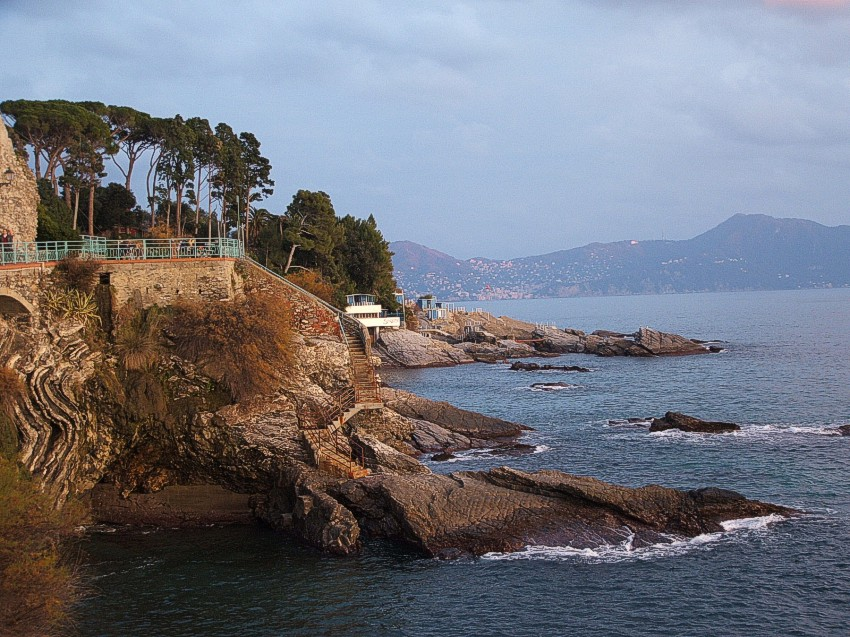
Propaggine dei parchi di Nervi sulla sottostante passeggiata Anita Garibaldi

La passeggiata nasce da un antico sentiero che, all'incirca a partire dal 1823, serviva ai pescatori e ai contadini della zona per raggiungere i luoghi di pesca o i terreni agricoli allora confinanti con il mare. Dato il suggestivo paesaggio, fornito soprattutto dalla rocciosa e frastagliata costa nerviese e dal panorama sul promontorio di Portofino, nel 1862 il marchese Gaetano Gropallo fece avviare i lavori di costruzione di una vera e propria passeggiata a mare dopo un lungo progetto che inizialmente divideva la passeggiata in due tronconi visto che al centro, il terreno di parte dell'attuale passeggiata, era ancora annesso a villa Grimaldi Fassio, oggi facente parte dei parchi di Nervi. Il primo tratto collegava il porticciolo di Nervi con l'antica torre Gropallo mentre il secondo tratto, costruito nel 1872, collegava via Serra Gropallo con Capolungo.
Fino al 20 aprile 1944 la passeggiata era intitolata alla "Principessa di Piemonte", ma durante la Repubblica Sociale Italiana il commissario prefettizio Antonio Canevaro deliberò un cambio di nome in "passeggiata Xª Flottiglia MAS".
La passeggiata, di proprietà del comune di Genova che la intitolò il 19 giugno 1945 ad Anita Garibaldi, moglie di Giuseppe Garibaldi, è oggi meta scelta dai cittadini genovesi e attrazione per i turisti. A partire dall'estate del 1959 è stato vietato il transito ai veicoli, rendendola quindi esclusivamente pedonale. Nel periodo estivo è anche meta di molti bagnanti e di pescatori, che possono accedere al mare grazie a scalette di accesso (molte ad oggi chiuse per motivi di sicurezza) sulla costa rocciosa, che spesso forma vere e proprie piscine naturali. Lungo la passeggiata sono presenti locali e stabilimenti balneari.

## Torre Gropallo

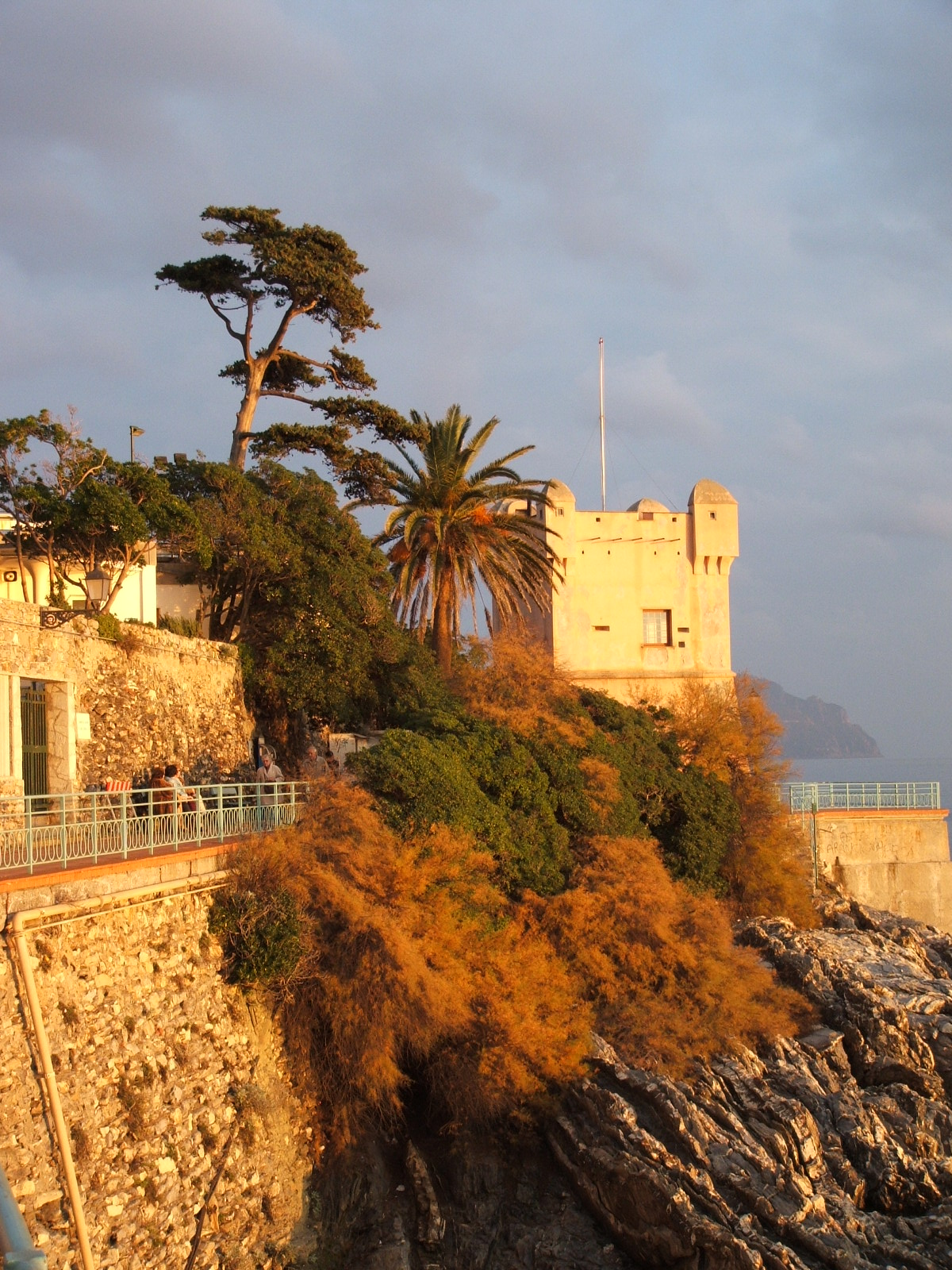
Torre Gropallo

La torre Gropallo, anticamente nota anche con il nome di torre del Fieno per via del fieno bagnato che veniva bruciato sulla parte superiore della torre per produrre fumo e segnalare pericoli, prende il nome dal marchese Gaetano Gropallo, ideatore della passeggiata, che l'acquistò a metà del XIX secolo.
La costruzione della torre è risalente alla metà del XVI secolo, ed era parte del sistema difensivo (comprendente anche il castello che nella parte a ponente della passeggiata sovrasta l'area del porticciolo) costruito per via dell'intensificarsi degli attacchi da parte dei corsari di Dragut, ma nei secoli è stata modificata e restaurata più volte.
Nel 1936 la torre venne acquistata dal comune di Genova, e successivamente ospitò la sede della Lega navale italiana e la sezione di Nervi dell'Associazione Nazionale Alpini e poi dal 2021 sede di Genovamade Aps, associazione di volontariato che cura la manutenzione conservativa della passeggiata e del verde pubblico.

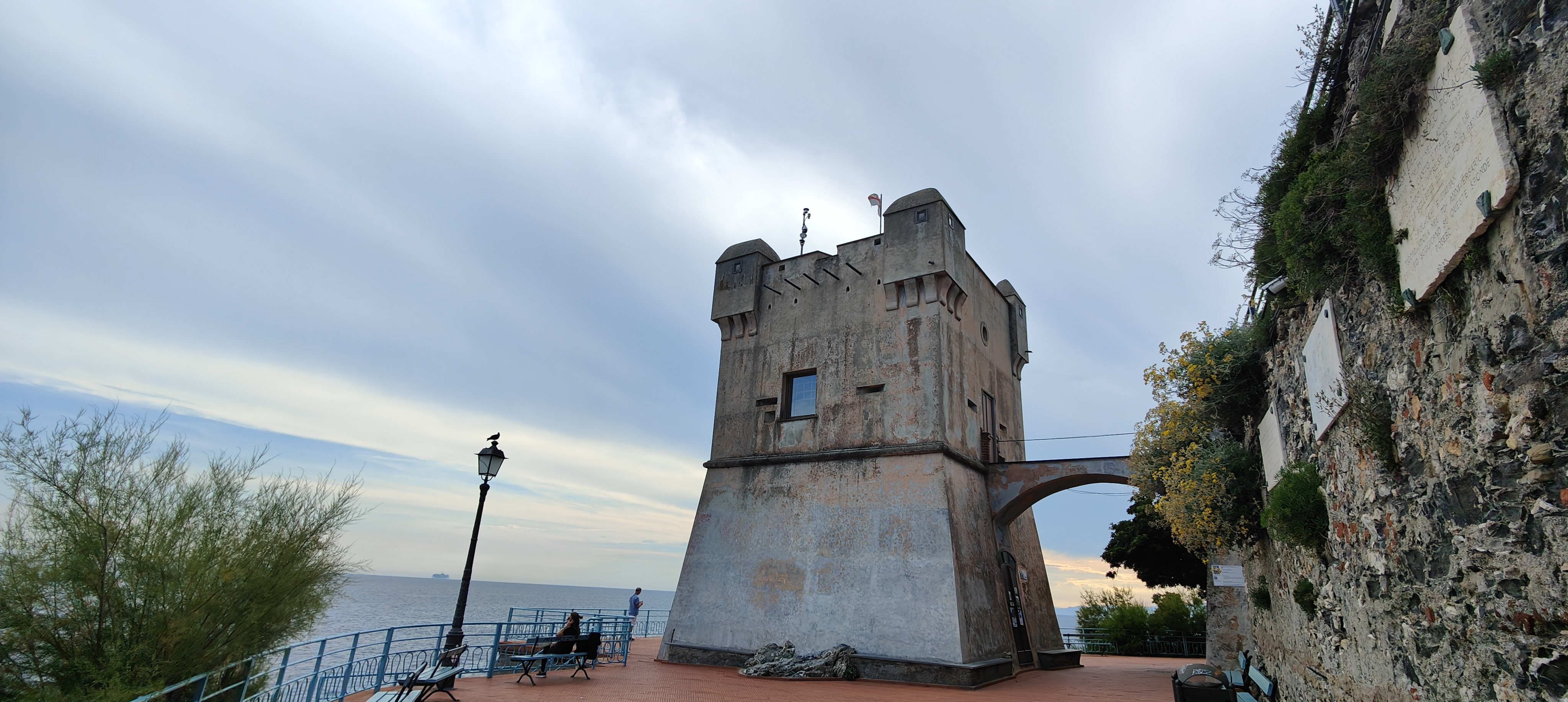
La Torre vista da levante con le lapidi dedicate, in ordine, a
Maria Konopnicka, a Józef Piłsudski e Jules Michelet

## Cinema
La passeggiata compare nei film Giorni e nuvole di Silvio Soldini, Come se fosse amore di Roberto Burchielli, Genova - Un luogo per ricominciare di Michael Winterbottom e Palombella rossa di Nanni Moretti.